# サンステーションテラス倉敷
サンステーションテラス倉敷（サンステーションテラスくらしき、英語表記：Sun Station Terrace Kurashiki）は、岡山県倉敷市のJR西日本倉敷駅構内にある商業施設（駅ナカ）である。通称「さんすて倉敷」。JR西日本グループの山陽SC開発株式会社（岡山県岡山市北区）が運営する。

## 概要
当施設は、さんすて岡山・さんすて福山に続く3番目の「さんすて」店舗として、2015年（平成27年）4月27日にグランドオープンした。倉敷駅構内の北口側においては、グランドオープン以前から4店舗（当時）が当該名称を用いて営業をしていた。
倉敷駅においては、1983年（昭和58年）に8階建ての「倉敷駅ビル」が竣工し、ホテル倉敷と共に倉敷駅ビルショッピングセンター・ルブランが営業していた。しかし、後に郊外へ大型店が出店したことや、1997年（平成9年）に開園した倉敷チボリ公園が2008年（平成20年）末に閉園したことなどの影響により客足が減少し、いずれも2010年（平成22年）末までに営業を終了した。JR西日本は、2013年（平成25年）2月から2015年3月にかけて駅ビルの3階以上を解体・撤去する減築工事を行い、新たな商業ゾーンとして当施設を開業した。
当施設を運営する山陽SC開発株式会社によると、さんすてはこれまで「上質で都会的なライフスタイル」をコンセプトに新しいライフスタイルを提案してきたが、当施設においては「洗練された上質な空間はそのままに、倉敷で長年培われてきた伝統文化と新しいセンスを調和させたモダンな空間」を目指すとしている。
オープン時、倉敷市内初出店が8店舗、日本国内初出店が3店舗の全20店舗が開業した（北口側既存店を除く）。また、「ルブラン」当時に営業していた店舗が再び入居するケースもあった。

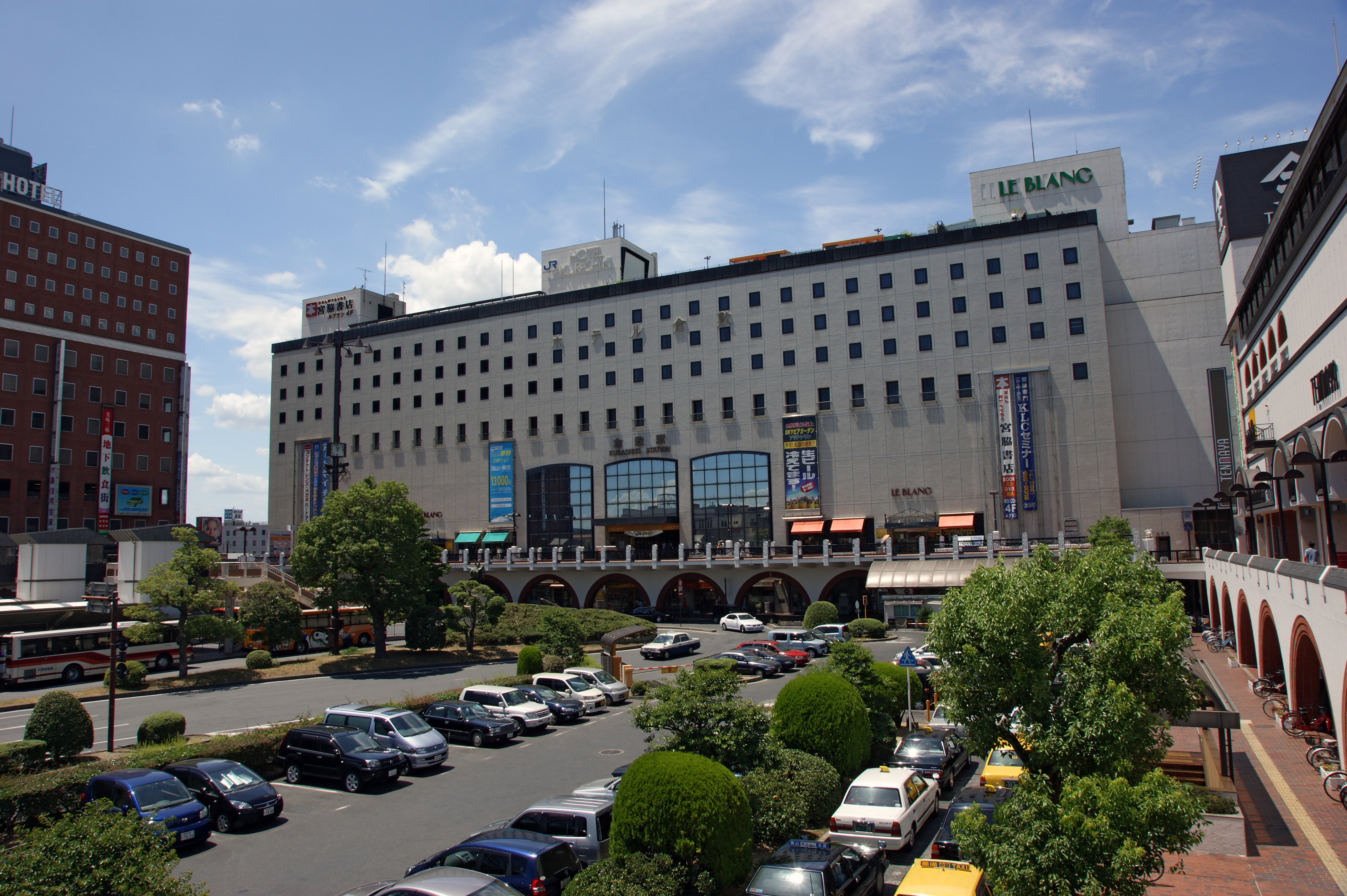
前身であるルブラン
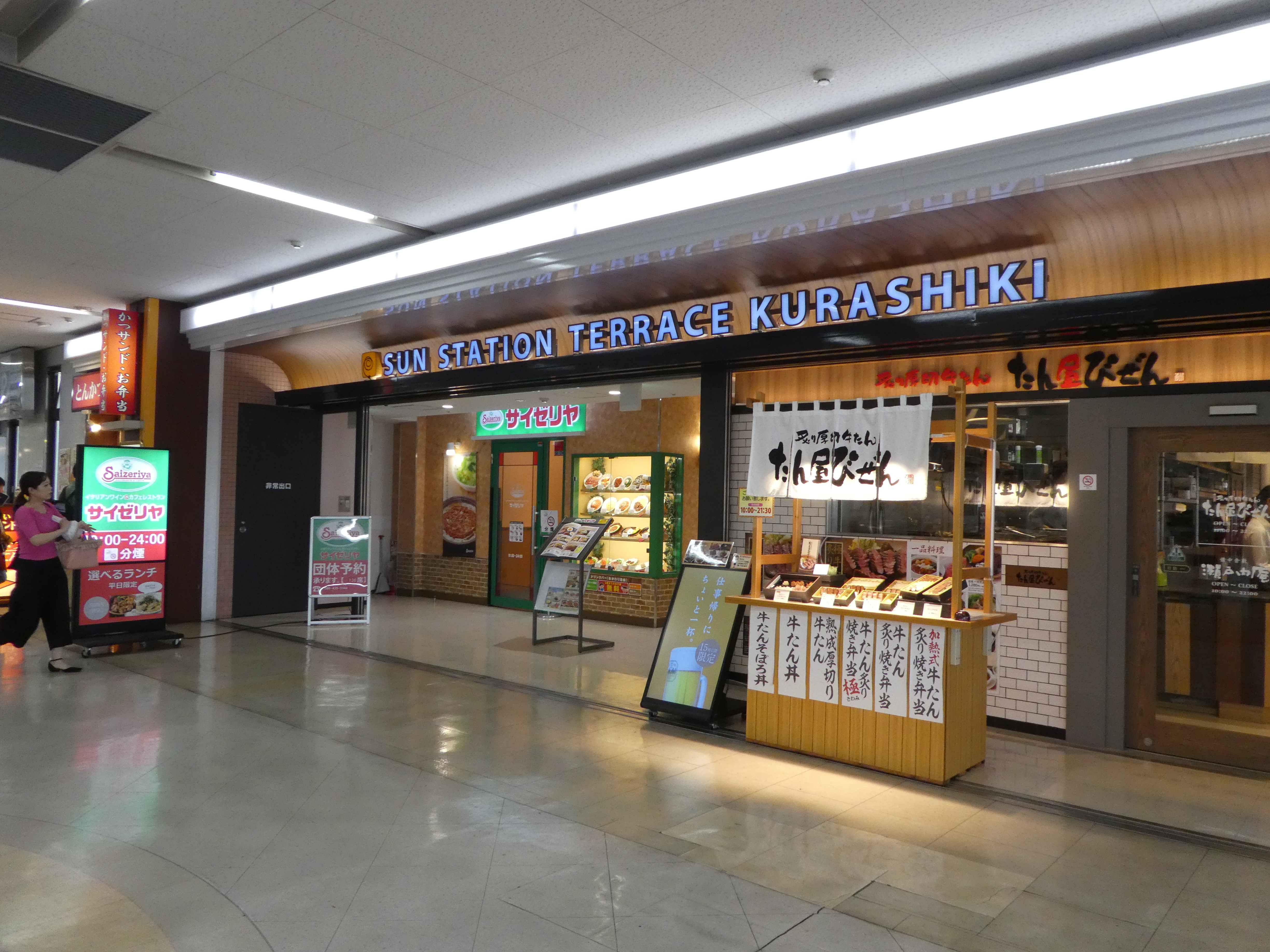
北口側
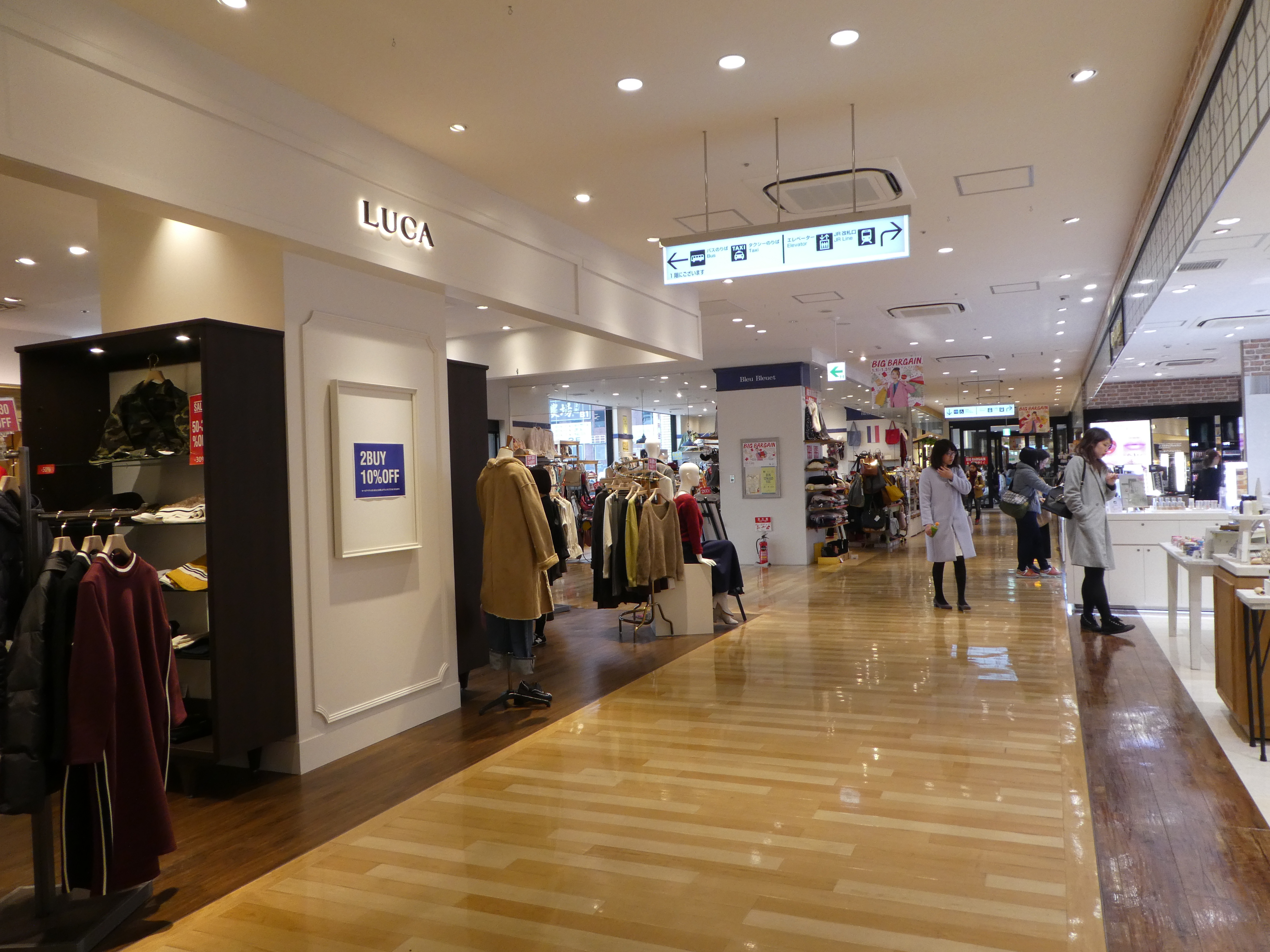
南口側東ゾーン
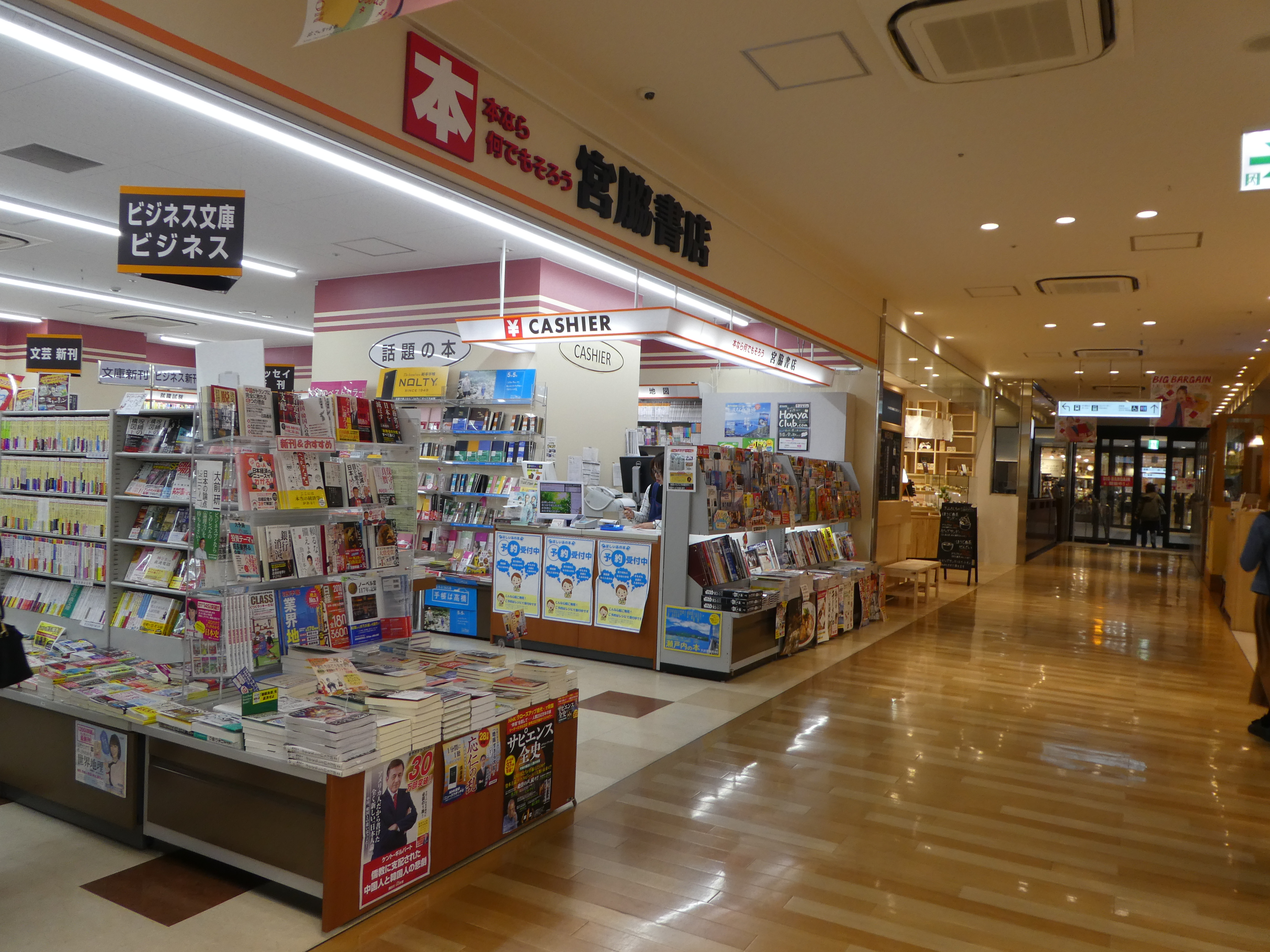
南口側西ゾーン

## 主なテナント

### 北口側
駅舎2階の自由通路北側のエリア。
- 横浜幸銀信用組合

### 南口側
駅舎南側の1階と2階のエリア。
1階
- セブン-イレブン ハート・イン
- ウルトラスステーションスタジアム - スポーツバー
- チキンジム

2階
- ドトールコーヒー
- NOVA
- マルゴデリ - ジューススタンド
- Une Jolie Maison by TENMAYA

## 交通アクセス
- JR倉敷駅・水島臨海鉄道倉敷市駅改札口から徒歩すぐ[3]。
- 提携駐車場は無いため、自家用車で来場する場合は近隣の駐車場等を利用する必要がある[3]。

## 近隣の商業施設施設
- アリオ倉敷 - 三井アウトレットパーク 倉敷
- イオンモール倉敷
- ゆめタウン倉敷
- 倉敷駅ビルショッピングセンター・ルブラン
- 天満屋倉敷店